# Calle Sidi Ben Arous
La Calle Sidi Ben Arous (en árabe: نهج سيدي بن عروس) es una de las principales calles de la medina de la ciudad de Túnez en el país africano del mismo nombre.
Debe su nombre al científico, médico y ascético Sidi Ben Arous que murió en Túnez en 1460. El Fundador de la Hermandad de Aroussiya, está enterrado en el zaouïa adjunta a la mezquita Hammouda Pacha.
La calle está bordeada en el sur por el minarete de la mezquita Zitouna y por el norte por la plaza Romdhane Bey. Ubicada en el barrio de la Kasbah, aguas arriba de la medina, tenía un triple propósito: militar, religioso y residencial.